# 師岡重経
師岡 重経（もろおか しげつね）は、平安時代末期から鎌倉時代初期にかけての武将。武蔵国師岡保(現在の横浜市港北区師岡町にあった師岡郷を中心に、鶴見郷(鶴見区)、青木村(神奈川区)、小帷郷(川崎市麻生区)など広範囲に及ぶ)を本拠地とする鎌倉幕府の御家人。葛貫能隆の三男で、河越重頼の弟。

## 略歴
保元元年（1156年）7月、兄・重頼と共に保元の乱で源義朝の陣に従う。
治承4年（1180年）義朝の遺児・源頼朝が挙兵したのち傘下に入り、頼朝の嫡男・源頼家が誕生した際に鳴弦役を務めている。
寿永3年（1184年）8月6日、一ノ谷の戦い後に頼朝の弟、源義経が鎌倉の許可無く朝廷から検非違使の任官を受け、頼朝の怒りを買う。この時、重経も共に兵衛尉に任官しており、後白河法皇の元に任官の挨拶に行った義経に「御共衛府」（おとものえふ）として随行している（大夫尉義経畏申記）。のちに頼朝から重経の任官について「勘当を許して本領を返してやろうとしたものを、今となっては本領を返す事は出来ない」と罵られている。（「勘当」は頼朝の挙兵当初に秩父一族が敵対した事を指すと思われる）
この直後に姪である重頼の娘（郷御前）が義経に嫁ぐ。一年後に頼朝と義経が対立すると、重頼は嫡男・重房と共に頼朝によって誅殺されたが、重経はその後も御家人として幕府に仕え、義経が自害した後の文治5年（1189年）7月19日の奥州合戦に従軍している。